# Tune In, Tokyo...
Tune in, Tokyo... è il settimo EP del gruppo musicale statunitense Green Day, pubblicato il 9 ottobre 2001 dalla Reprise Records.

## Descrizione
Pubblicato esclusivamente per il mercato giapponese, Tune In, Tokyo... contiene sette brani eseguiti dal vivo in varie città del Giappone durante lo svolgimento del tour di supporto a Warning.

## Tracce
1. Church on Sunday (Live a Fukuoka, Giappone, 22 marzo 2001)
2. Castaway (Live a Sendai, Giappone, 26 marzo 2001)
3. Blood, Sex, and Booze (Live a Sendai, Giappone, 26 marzo 2001)
4. King for a Day (Live a Osaka, Giappone, 13 marzo 2001)
5. Waiting (Live a Sendai, Giappone, 26 marzo 2001)
6. Minority (Live a Sendai, Giappone, 26 marzo 2001)
7. Macy's Day Parade (Live a Sendai, Giappone, 26 marzo 2001)

## Formazione
- Billie Joe Armstrong – voce, chitarra
- Mike Dirnt – basso, voce
- Tré Cool – batteria